# Гоф (Баварія)
Гоф (нім. Hof) — місто в Німеччині, у землі Баварія.
Підпорядковано адміністративному округу Верхня Франконія. Населення — 48 124 чоловік (на 31 грудня 2006 року). Займає площу 58,02 км². Офіційний код — 09 4 64 000.
Місто представлено в Оберлізі Баварія футбольним клубом Баварія.

## Фотографії

Ратуша
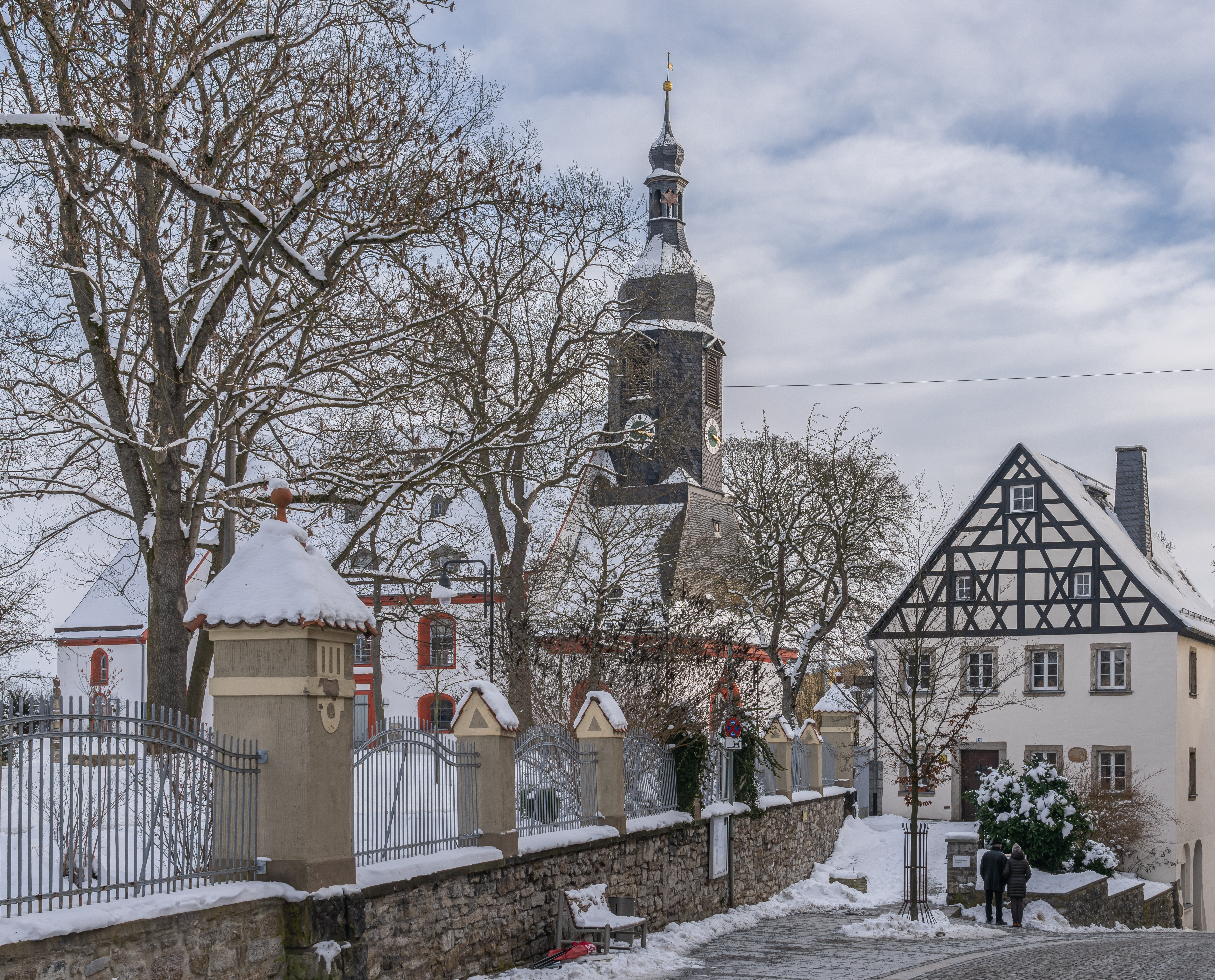
Церква
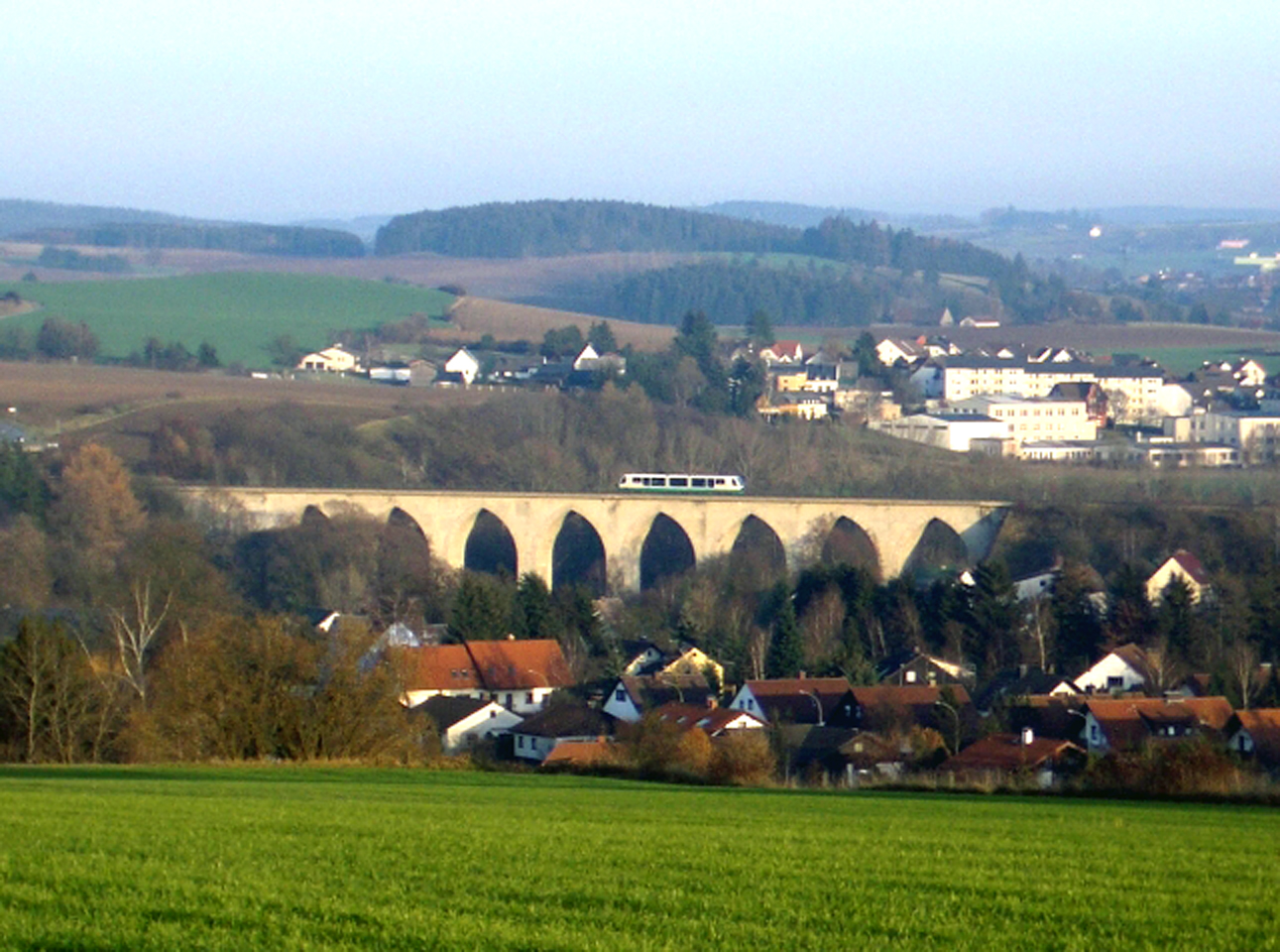
Міст